# Mao company
Mao company（マオカンパニー）は、富山県を拠点に活動するパペット（人形劇）と影絵のパフォーマンスグループ。

## 概要
2006年、“馬頭琴、パペットと朗読による「スーホの白い馬」”に出演したメンバーを中心に、2007年の「オーケストラと遊ぼう!」のために編成され、パペットと影絵を制作部分から担当。人形と影絵によるオリジナルのパフォーマンスを制作・発表している。現在では富山を中心として様々なグループ・アーティストとのコラボレーションを行っている。構成演出・影絵/人形繰演のジャック・リー・ランドール、影絵/人形制作の広田郁世ほか、タピストリー作家、パーカッショニスト、舞台照明、アナウンサー、俳優、美術館学芸員など、多彩なメンバーで構成されている。

## 主なメンバー
- 広田郁世（日本画家、影絵原画、人形制作、操演）
- ジャック・リー・ランドール（影絵制作、操演、演出）

## 最近の作品
- オーケストラと遊ぼう！Vol.1 井上道義と新日本フィルによるおとなと子どものためのコンサート。2007年7月14日、富山: オーバード・ホール。
- オーケストラと遊ぼう！ Vol.2 井上道義と新日本フィルによるおとなと子どものためのコンサート。2008年8月22日、富山: オーバード・ホール。
- オーケストラとパペット影絵による「音楽の絵本」A.I.ハチャトゥリアン : ガイーヌ
- 国元武春 with mao company　影絵でうなる。2009年11月3日、黒部市国際文化センター コラーレ（カーターホール）他